# Universiteitsmuseum van Tartu
Het Universiteitsmuseum van Tartu (Ests: Tartu Ülikooli muuseum) is een museum in de Estse universiteitsstad Tartu. Het museum dat in 1971 zijn deuren opende is verantwoordelijk voor de collectie van de Universiteit van Tartu. Op het moment heeft het museum vijf locaties: de Dom van Tartu, de oude sterrenwacht van Tartu, het Natuurhistorisch museum van Tartu, de Botanische tuin van Tartu en het Universitair Kunstmuseum van Tartu.
Dom van Tartu · Universitair kunstmuseum van Tartu · Oude sterrenwacht van Tartu · Botanische tuin van Tartu · Natuurhistorisch museum van Tartu